# 楠淳生のABCフレッシュアップボックス
楠淳生のABCフレッシュアップボックス（くすあつおのエービーシーフレッシュアップボックス）は、2009年4月4日から7月4日まで朝日放送ラジオ（ABCラジオ）で毎週土曜日と日曜日の午後に放送されていたスポーツ番組である。

## 概要
- 同番組はABCフレッシュアップベースボールの関連番組で、毎週土曜日と日曜日のいずれも13:30から放送される。終了時間はその日の阪神タイガースの公式戦の試合の開催種別により異なり、デーゲームで行われる場合は13:55まで、ナイターの場合は17時までである。
- 番組は楠淳生アナと、川島陽子が出演し、阪神戦の試合の見所や前日の試合回顧、日曜日には中央競馬の実況放送。また阪神戦がナイターで行われる場合には関西のスポーツ界に縁のあるゲストを招いてのトークコーナーや音楽などを放送する。
- なお、阪神戦デーゲームが、13:55以前に開始される場合（ビジターの試合に多い。甲子園などホームゲームでのデーゲームは主に14時開始）には、当番組で中継することもある。
- 夏場から週末の阪神戦がナイター主体になるのにあわせ、2009年7月4日を以って終了した。楠は土曜日の後番組「楠淳生のやんちゃな!weekend」も続投する。日曜日については2009年3月以前に放送されていた「サンデーミュージックアワー 浦川泰幸の気分はトレンディ!」が6月28日より再開している。

| 朝日放送ラジオ（ABCラジオ） 週末デーゲーム枠                                                                                       | 朝日放送ラジオ（ABCラジオ） 週末デーゲーム枠 | 朝日放送ラジオ（ABCラジオ） 週末デーゲーム枠                     |
| 前番組 | 番組名                                       | 次番組                                                           |
| --- | -------------------------------------------- | ---------------------------------------------------------------- |
| ABCフレッシュアップJAM | 楠淳生のABCフレッシュアップボックス          | -                                                                |
| 朝日放送ラジオ（ABCラジオ） 土曜13:30 - 17:00                                                                                      |                                              |                                                                  |
| 13:30 滝本猛夫の楽ちん大革命 ※12:30枠に移動14:00 大西ユカリのハッスル歌謡曲16:00 蕭秀華のMUSIC CUBE ※時間繰り下げ、17:10開始となる | 楠淳生のABCフレッシュアップボックス          | 楠淳生のやんちゃな!weekend                                       |
| 朝日放送ラジオ（ABCラジオ） 日曜13:30 - 17:00                                                                                      |                                              |                                                                  |
| サンデーミュージックアワー 浦川泰幸の気分はトレンディ! （第1期）                                                                   | 楠淳生のABCフレッシュアップボックス          | サンデーミュージックアワー 浦川泰幸の気分はトレンディ! （第2期） |

| スタブアイコン | サブスタブ | この項目は、まだ閲覧者の調べものの参照としては役立たない、ラジオ番組に関連した書きかけの項目です。この項目を加筆・訂正などしてくださる協力者を求めています（P:ラジオ/PJ:放送番組）。 |